# Thagria acuta
Thagria acuta är en insektsart som beskrevs av Nielson 1977. Thagria acuta ingår i släktet Thagria och familjen dvärgstritar. Inga underarter finns listade i Catalogue of Life.